# Unión Demócrata Ceutí
La Unión Demócrata Ceutí (UDCE) es un partido político cuyo ámbito de actuación es la ciudad autónoma de Ceuta. Fue inscrito en el registro de partidos políticos del Ministerio del Interior el 4 de septiembre de 2002. Su presidente es Mohamed Alí.
Tras su creación en 2002, la UDCE sólo se ha presentado a los comicios autonómicos. En los de 2003 obtuvo tres concejales (consiguiendo 3.589 votos, el 10,74%). En los de 2007, la UDCE mantuvo conversaciones con otros grupos (Federación Ceutí, Partido Democrático y Social de Ceuta e Izquierda Unida) para la creación de una candidatura única, Coalición por Ceuta, sin resultados. Finalmente, se presentó en coalición con Izquierda Unida, obteniendo cuatro concejales (5 659 votos, 16,41%), de los que uno corresponde a IU. Es, desde 2003, el principal grupo de la oposición en la Asamblea de Ceuta. Su diputada Fátima Hamed, elegida en el número cuatro, ha sido la primera diputada musulmana que ha vestido el velo en la asamblea ceutí.
A principios de 2008, el Partido Popular ofreció a UDCE su integración en el gobierno de la ciudad, habiéndoles ofrecido participación en órganos de gobierno, como la Consejería de Bienestar Social, la viceconsejería de cultura, la gerencia de la empresa municipal de Vivienda (EMVICESA) y algunos cargos de asesorías, oferta que fue rechazada por parte de la UDCE, tras haber llevado a cabo una consulta a sus bases de afiliados y simpatizantes.
La UDCE, no se ha presentado a ninguna de las elecciones generales que han tenido lugar desde su fundación. En ambas pidió el voto para el PSOE, gesto que no se ha tenido en cuenta, desde la sede de Daoiz, achacando los resultados obtenidos al trabajo llevado a cabo por parte de los socialistas, y negando que los resultados estuvieran relacionados con el apoyo público manifiesto por parte de la UDCE. sin que este lograse arrebatar el escaño ceutí al PP.
A principios de 2009 la UDCE inició negociaciones con el Partido Socialista del Pueblo de Ceuta (PSPC), para concurrir en coalición a las elecciones autonómicas de 2011, consiguiendo el PSPC integrarse en los consejos de administración que dejó vacantes IU, con el fin de fiscalizar la labor del Gobierno Popular. Las negociaciones han dado un paso hacia adelante tras la celebración de la V asamblea de la UDCE en la que el PSPC fue presentado de manera oficial a las bases. Finalmente la coalición de ambas formaciones es llamada Coalición Caballas.

## Resultados en la Asamblea de Ceuta
| Elección | Votos | Porcentaje | Representantes | Puesto |
| 2003     | 3.589 | 10,82 %    | 3/25           | 2.º    |
| 2007     | 5.659 | 16,51 %    | 4/25           | 2.º    |